# Théo Mey
Pour les articles homonymes, voir Mey (homonymie).
Théo Mey, né le 18 avril 1912 à Esch-sur-Alzette (Luxembourg), décédé le 25 août 1964 à Eich après un accident de voiture, est un photographe et employé de banque luxembourgeois.

## Biographie
Théo Mey a publié ses reportages dans les journaux et périodiques luxembourgeois et étrangers. Lorsque, en 1952, la Haute Autorité de la CECA s'est établie à Luxembourg, il a été, tout comme Tony Krier, un des reporters les plus actifs pour suivre les grands événements européens de l'époque.
Théo Mey était aussi connu pour avoir pratiqué activement le sport automobile et l'athlétisme. 

## Collections
Ses quelque 400 000 photos sont archivées dans les grandes photothèques et plus particulièrement dans la Photothèque de la Ville de Luxembourg.